# Cladochaeta austrinversa
Cladochaeta austrinversa är en tvåvingeart som beskrevs av David Grimaldi och Nguyen 1999. Cladochaeta austrinversa ingår i släktet Cladochaeta och familjen daggflugor.
Artens utbredningsområde är Peru. Inga underarter finns listade i Catalogue of Life.